# Но Муонг
Но Муонг (пом. 1811) — четвертий володар королівства Тямпасак.
Був онуком короля Саякумане. 1811 року після смерті Фай На сіамський король Рама I призначив його новим королем Тямпасаку. Втім правління Но Муонга виявилось украй нетривалим — уже за три дні після інтронізації він помер. Після того настав період міжцарства, що завершився 1813 року сходженням на престол короля Маної, небожа Саякумане.